# Heteroatom
Heteroatomoknak nevezzük a szerves vegyületekben a szénen és hidrogénen kívüli más atomokat. A heteroatomok beépülhetnek a szénvázba, illetve kapcsolódhatnak a hidrogénatomok helyére. Főként, de nem kizárólag nitrogén, oxigén, kén vagy foszfor fordul elő ilyen helyzetben. A heteroatomok megváltoztatják a molekula szerkezetét és döntően befolyásolják az adott szerves vegyület tulajdonságait, például polárossá tehetik azt.

## Fehérjék
Speciális kontextusokban nagyon specifikus jelentéssel is használható. A fehérje szerkezetének leírásában, különösen a Protein Data Bank fájlformátumban a heteroatom rekord (HETATM) egy atomot úgy ír le, mint ami egy kis molekula kofaktorához tartozik, nem pedig egy biopolimer lánc része.